# 35 кіло надії
«35 кіло надії» (фр. 35 kilos d'espoir) — повість французької письменниці Анни Гавальди, написана 2002 року.

## Історія створення книги
Анна Гавальда певний час працювала вчителькою французької мови. У неї був учень, який зовсім не хотів учитися. Спочатку вона ставилась до нього зневажливо. Та якось він приніс у школу власноруч змайстровану модель корабля «Титанік». Для його виготовлення потрібно було терпіння, старанність і тисяча годин копіткої праці. Гавальда попросила його принести всі свої роботи і в школі влаштували велику виставку того хлопчика. Тоді найгірший учень став найпопулярнішим. Повість «35 кіло надії» письменниця написала на честь дітей, які у школі залишаються непоміченими. Таким дітям книга додає сили, щоб не зламатися.

## Сюжет
Ґреґуар розповідає про себе і про кошмар, яким для нього стала школа. Він ненавидів школу, її запах, вчителів, бо йому там було не цікаво. Двічі Ґреґуар залишався на другий рік. Навчається у шостому класі. Батьки сварять його за погані оцінки, а Ґреґуар подумки щось майструє: космічний корабель для зоряних війн із «Лего-систем», або апарат для видавлювання зубної пасти, чи гігантську піраміду із дерев'яного конструктора. Підготовка домашнього завдання для хлопця є знущанням. Зрештою хлопця відчислили зі школи. У жодному навчальному закладі не хотіли приймати хлопця. Через нього сварилися батьки. Більше всього на світі він любив дідуся. Ґреґуар любив майструвати і складати «Лего», йому вдалося стати учнем коледжу Граншан. Завдяки дідусеві хлопець навчився домагатися поставленої мети і доводити справу до кінця.

## Тема і проблематика повісті
Анна Гавальда розповідає про:
- вибір життєвого шляху та виживання у світі, в якому важко адаптуватися через певні розумові проблеми

Письменниця порушує низку проблем:
- сімейні стосунки, спілкування між батьками і дітьми
- ставлення до літніх людей, яким бракує уваги
- шкільна атмосфера
- мрії та шлях до їхнього здійснення
- профільне навчання

Головна думка повісті: важливо підтримувати тих, кого любиш і усвідомлювати, що кожна людина у чомусь талановита і варта уваги.

## Герої

### Дюбоск Ґреґуар
Ґреґуар —головний герой повісті, тринадцятирічний французький хлопчик. Щасливим він був тільки тоді, коли ще не ходив у школу. Та в три роки і п'ять місяців його віддали в школу. За словами першої вчительки у нього: "Голова як решето, золоті руки і величезне серце". Грегуар обожнює свого діда, майструє вироби і ненавидить школу. Йому доводиться вирішувати дорослі проблеми. Грегуар сам обирає коледж і пише зворушливого листа директору. Він думає про дідуся, коли проходить вступні випробування, і коли лізе по канату. Для хворого дідуся Грегуар робить над собою зусилля, і, можливо, саме завдяки йому дід Леон одужав.

### Дід Леон
Дід Леон — найближча для хлопчика людина. Свого часу у школі він вчився на «відмінно» з усіх предметів, був першим з математики, з французької мови, з англійської, з історії. У сімнадцять років він розпочав навчання у Вищій політехнічній школі. А потім Леон будував мости, транспортні розв'язки, тунелі, греблі. Він мудрий, розуміє і підтримує Ґреґуара.

## Екранізація
За романом Анни Гавальди 2010 року створено однойменний фільм «35 кілограмів надії» режисера Олів'є Ланґлуа.